# Heinrich III. von Praunheim
Heinrich III. von Praunheim (* vor 1248, genannt ab 1266; † 1309) aus der Familie der Ritter von Praunheim war ab 1273 Reichsschultheiß der Reichsstadt Frankfurt am Main.

## Familie
Sein Vater war Wolfram II. von Praunheim, der ebenfalls Reichsschultheiß von Frankfurt gewesen war und 1274 starb. Von seiner Mutter ist nur der Vorname, Udelinde, bekannt.
Verheiratet war Heinrich III. zunächst mit einer Hildegard, deren familiäre Herkunft nicht dokumentiert ist, und die früh starb. Aus dieser Ehe ging ein Sohn, Richwin, hervor, der aber auch schon früh starb. In zweiter Ehe heiratete Heinrich III. Gertrud von Fraunstein, Tochter des Siegfried von Fraunstein. Auch für sie war das die zweite Ehe: Sie war zuvor mit einem Ritter von Merkisheim verheiratet gewesen. Aus der Ehe mit Heinrich III. gingen hervor:
- Adelheid
- Heinrich IV., später ebenfalls Reichsschultheiß
- Wolfram III.

## Politik
Ältestes Zeugnis für Heinrich III. ist eine Urkunde, die belegt, dass er 1266 als Burgmann auf der Burg Dornberg in die Dienste des Grafen Dieter von Katzenelnbogen tritt. Heinrich III. unterhielt ein weit gespanntes Netz von Beziehungen im Bereich der Wetterau. Er erhielt Lehen von Erzbischof Gerhard II. von Eppstein, Kurfürst von Mainz, Gottfried II. von Eppstein, Werner von Hagen-Münzenberg, den Grafen Boppo und Rudolf von Wertheim und der Äbtissin Berta von Arnsberg des Stiftes Essen.
Anfang 1273 wurde Heinrich III. in Nachfolge des Ritters Konrad von Sachsenhausen Reichsschultheiß von Frankfurt. Er hatte dieses Amt jedoch nicht durchgehend inne, sondern mit Unterbrechungen, als Volrad von Seligenstadt die Position einnahm. 1279/1280 agiert er als Oberschultheiß, während sein Sohn, Heinrich IV., als Unterschultheiß amtierte. Ab 1280 wird Heinrich III. dann als „ehemaliger Schultheiß“ bezeichnet. In den Konflikten um das Reichsschulthießenamt in den folgenden Jahren gelingt es ihm zwar seiner Familie den Anspruch auf das Amt zu bewahren; allerdings schwinden dessen Befugnisse gegenüber einem immer machtvoller handelnden städtischen Patriziat.
In seiner Funktion als Reichsschultheiß widersetzte sich Heinrich III. dem Ansinnen König Adolfs von Nassau die Frankfurter Juden mit einer Sondersteuer zu belasten, mit der Adolf seine Schulden in Höhe von 20.000 Silbermark (das entspricht 4.682 kg Silber oder 3,8 Mio. Euro nach heutigem Wert) gegenüber der Stadt Frankfurt tilgen wollte. 
Heinrich III. war einer der reichsten Reichsministerialen seiner Zeit.